# Christoph Ringk
Christoph Ringk (* 14. März 1960 in Wittenberge) ist ein ehemaliger deutscher Fußballspieler und -trainer.

## Sportlicher Werdegang
Christoph Ringk begann 1968 seine Laufbahn im Nachwuchsbereich der SG Dynamo Frankfurt. Mit der Versetzung des FC Vorwärts Berlin nach Frankfurt (Oder) wurde der Nachwuchsspieler im Jahr 1971 in den FC Vorwärts Frankfurt eingegliedert.
Beim sechsfachen DDR-Meister konnte sich Ringk ab 1980 in der ersten Mannschaft, für die er 29 Spiele in der DDR-Oberliga bestritt, vorerst etablieren. 1981 wurde er jedoch überraschend zur BSG Halbleiterwerk Frankfurt in die zweitklassige DDR-Liga delegiert. Grund für die Suspendierung aus dem Armeesportklub waren Ringks Kontakte zur Westverwandtschaft, bereits 1974 hatte der Club gegen den Vorwärts-Spieler Peter Zierau ähnlich rigide verfahren. 1982 wechselte Ringk innerhalb der DDR-Liga zur BSG Stahl Brandenburg, die er 1984 in die DDR-Oberliga führte. Bei Stahl Brandenburg stieg Ringk zum Kapitän und Führungsspieler auf. Höhepunkt mit dem klaren Außenseiter Stahl Brandenburg war das Erreichen des UEFA-Cups in der Spielzeit 1986/87, in der Ringk über Coleraine FC gegen den späteren UEFA-Cup Sieger IFK Göteborg die zweite Runde erreichte.
1991 qualifizierte sich Ringk mit Stahl Brandenburg noch vor den etablierten ostdeutschen Clubs des 1. FC Magdeburg und FC Berlin für die 2. Fußball-Bundesliga, in der er aber nur noch zwei Einsätze hatte. Knieprobleme trotz mehrerer Operationen zwangen ihn 1992 zum Aufhören.
Der ausgebildete Physiotherapeut wechselte auf den Trainerstuhl und war nach kurzer Zeit in seinem Verein von 1996 bis 2004 für den Landesligisten SV Kloster Lehnin verantwortlich, später trainierte er den Verbandsligisten Brandenburger SC Süd.